# Carlo Bugatti
Carlo Bugatti (Milano, 6 dicembre 1855 – Molsheim, 31 marzo 1940) è stato un ebanista, designer e politico italiano.
È il padre di Ettore Bugatti, il fondatore dell'omonima famosa fabbrica di automobili.

## Biografia

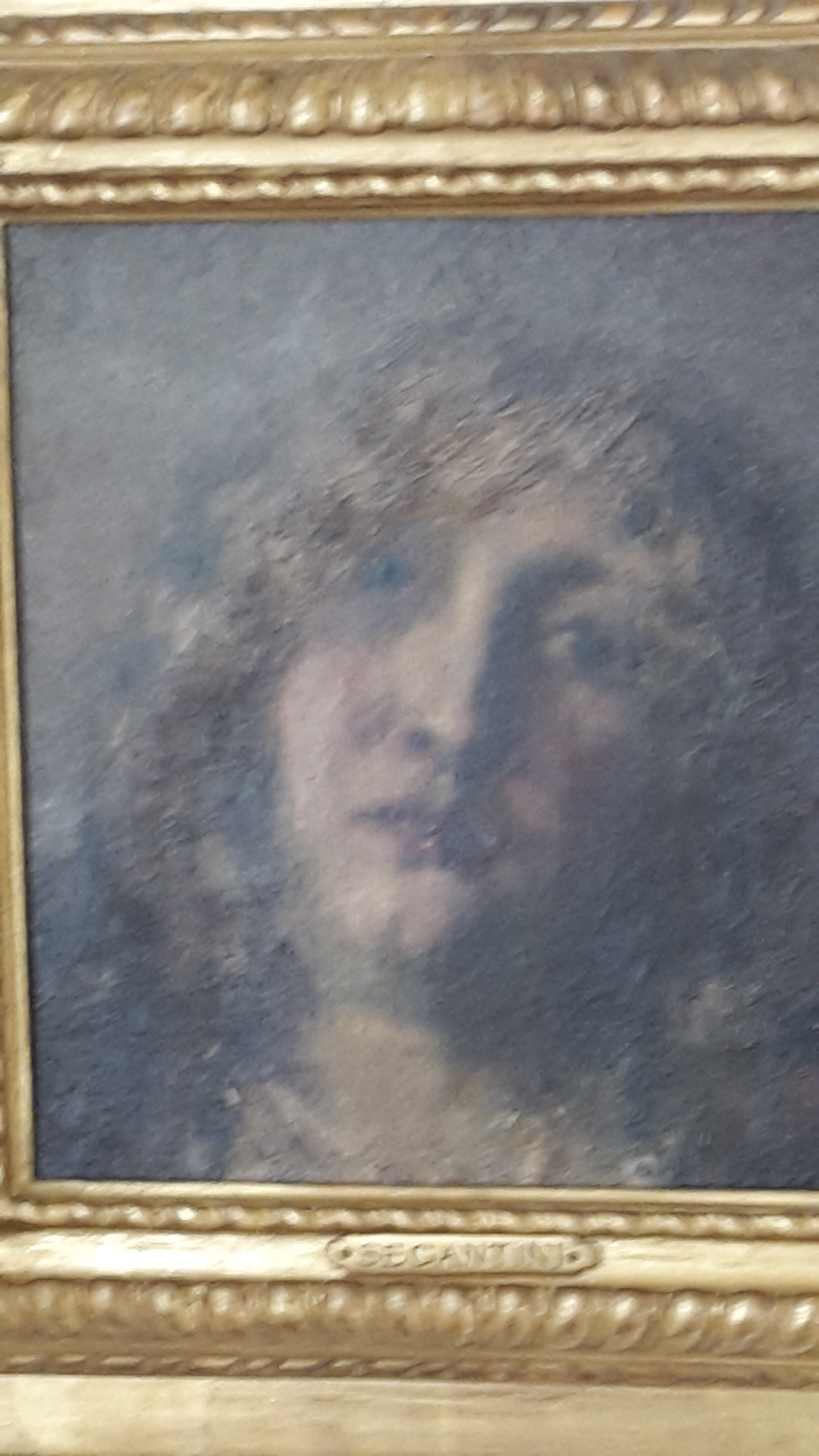
Giovanni Segantini
Luigia Bugatti (detta Bice)

Carlo Bugatti nasce a Milano. Nel 1875 il padre Giovanni Luigi Bugatti, scultore e architetto, lo iscrive all'Accademia di Brera e poi all'École nationale supérieure des beaux-arts di Parigi. La madre si chiamava Amalia Salvioni. Nel 1880 sposa Teresa Lorioli da cui avrà 3 figli: Ettore, Deanice (1883-1932) e Rembrandt.

Rientrato in Italia, lavora presso il laboratorio dell'ebanista Mentasti in via San Marco a Milano, per poi aprire un proprio laboratorio in via Castelfidardo 6, nel 1888. 
Fin dai primi anni collabora con l'amico Giovanni Segantini, conosciuto durante gli studi a Brera, che diventerà suo cognato dopo le nozze con la sorella Luigia, detta Bice. Collaborerà anche con altri artisti di talento come il pittore divisionista Emilio Longoni, e l'ebanista Eugenio Quarti.
Nel 1890 apre un laboratorio a Parigi, il che contribuisce alla sua fama internazionale iniziata con l'Esposizione Italiana di Londra del 1888, dove ottiene il Gran diploma d'Onore, e che si confermerà in occasione di altre esposizioni come quella Universale di Parigi del 1900 e quella Torino (1902).
Stabilitosi a Parigi nel 1903, vi incontra il mercante Adrien A. Hébrard (1865-1937), che lo convince a misurarsi con la scultura commissionandogli oggetti e soprammobili, tra cui un fantastico bestiario che nel 1907 Hébrard esporrà nella sua galleria. Lasciata Parigi nel 1910, Bugatti si trasferisce a Pierrefonds nell'Oise, di cui diventerà sindaco. 
Eventi drammatici segneranno gli ultimi anni della sua vita come il suicidio del figlio Rembrandt nel 1916, la morte della figlia Deanice e, infine, quella della moglie Teresa. Nel 1935 a seguito di questi lutti, decide di trasferirsi in Alsazia, a Molsheim, dove il figlio Ettore aveva avviato la famosa fabbrica di automobili Bugatti e dove morirà nel 1940. Carlo Bugatti oggi riposa nel cimitero di Dettwiller.
I suoi mobili si distinguono per la qualità dei materiali utilizzati, per le linee originali le cui forme orientaleggianti rimandano a un gusto esotico-moresco.
Le sue opere sono conservate in numerosi musei di fama internazionale, tra i quali Museo d'Orsay a Parigi, il Victoria and Albert Museum di Londra, il Museo delle Arti Decorative del Castello Sforzesco di Milano, il Metropolitan Museum e il Brooklyn Museum di New York, il Montreal Museum of Fine Arts di Montreal e il Wolfson Collection di Miami.

## Galleria d'immagini

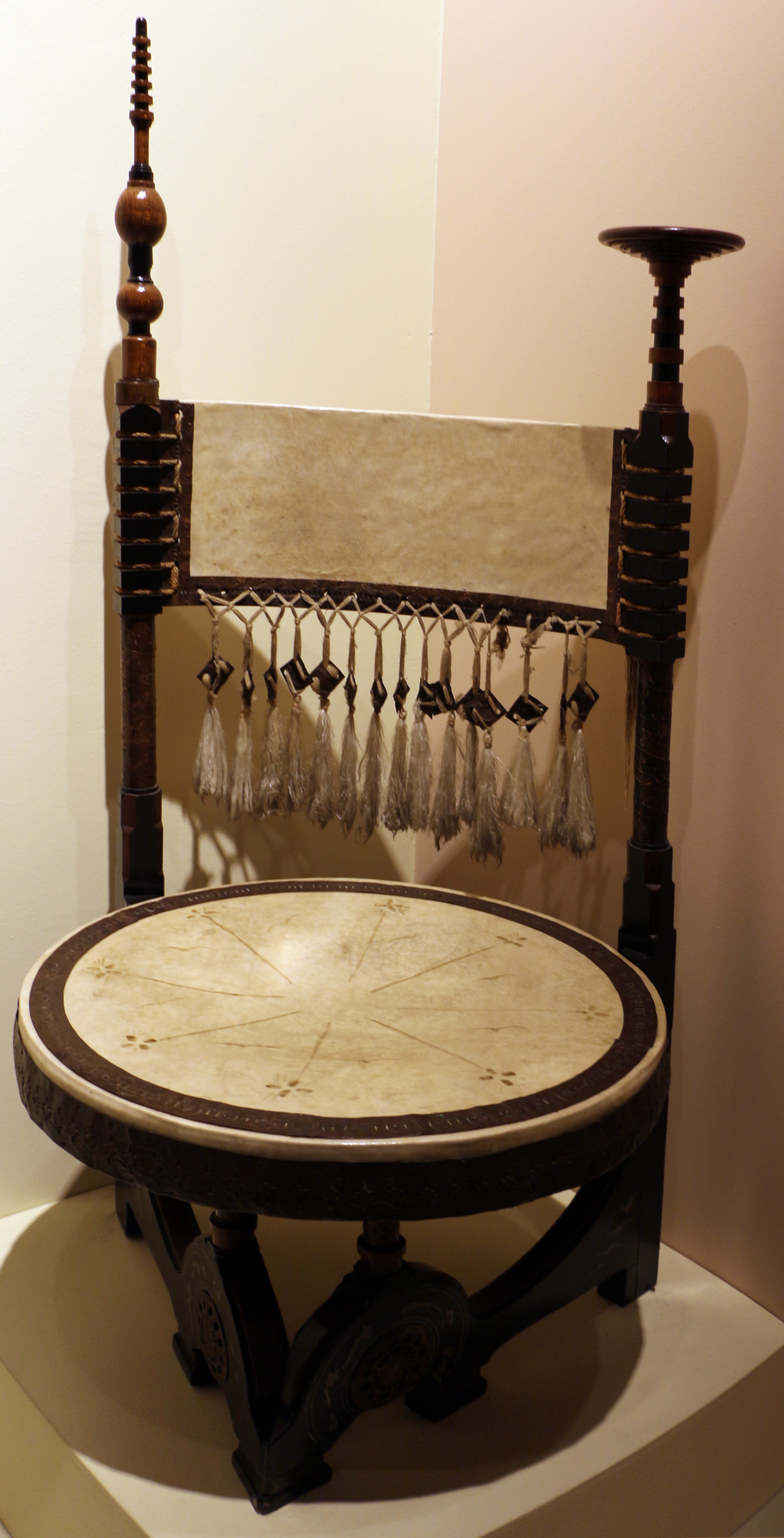
Sedia circolare, 1902 legno bicolore con inserti di metallo e rame, pergamena dipinta e decorazioni di passamaneria
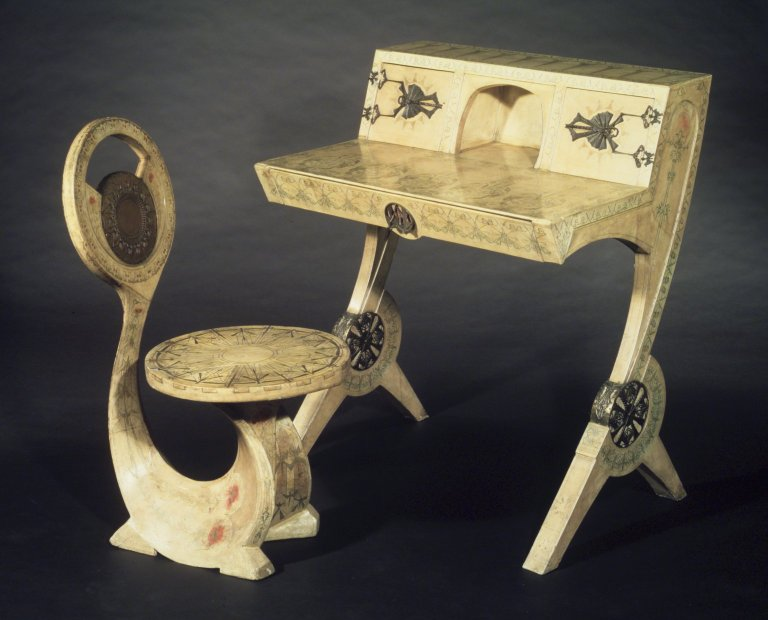
Sedia Cobra e scrittoio, 1902 Brooklyn Museum
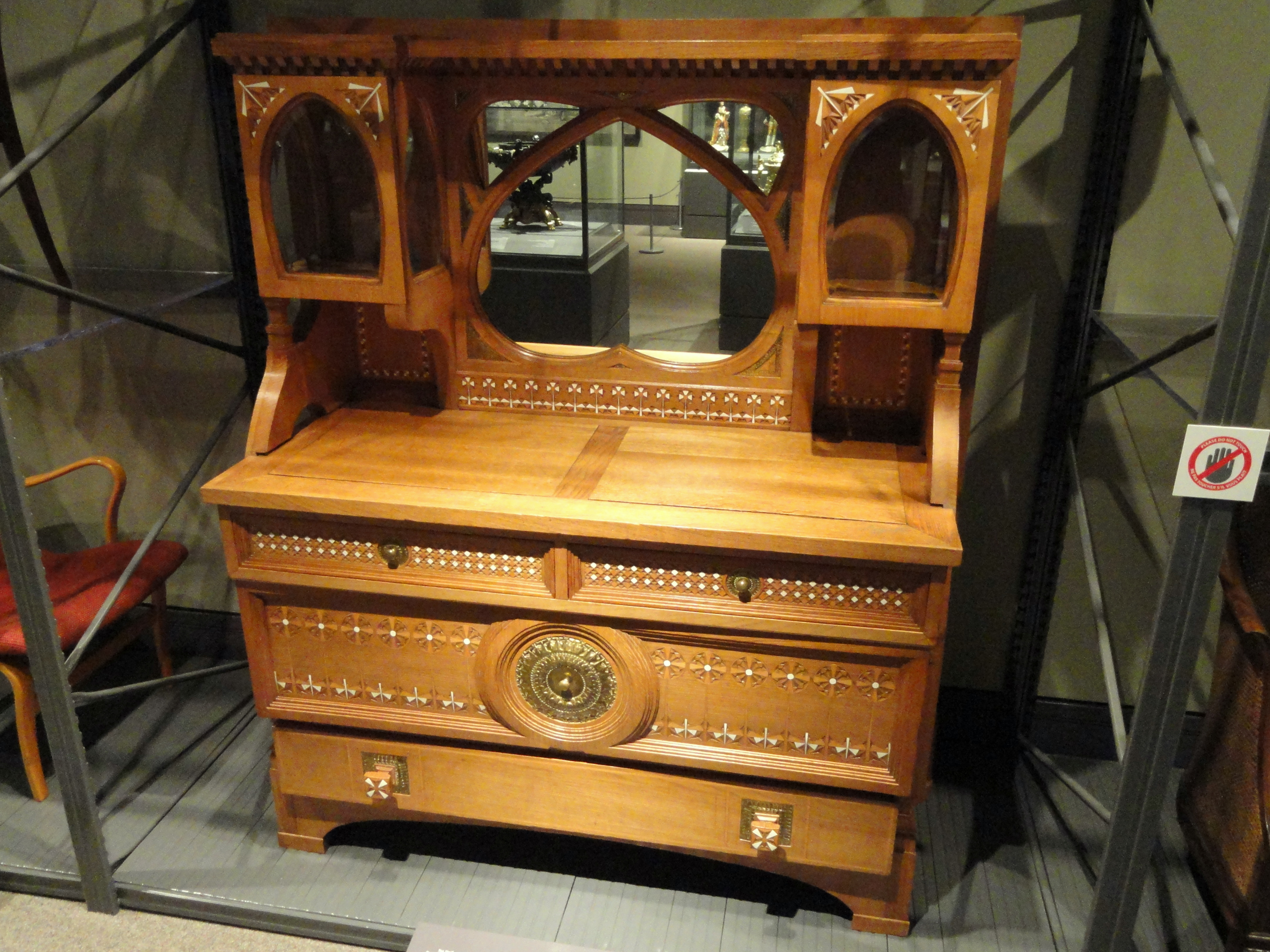
Credenza, 1904 (disegnata per uso proprio) Royal Ontario Museum
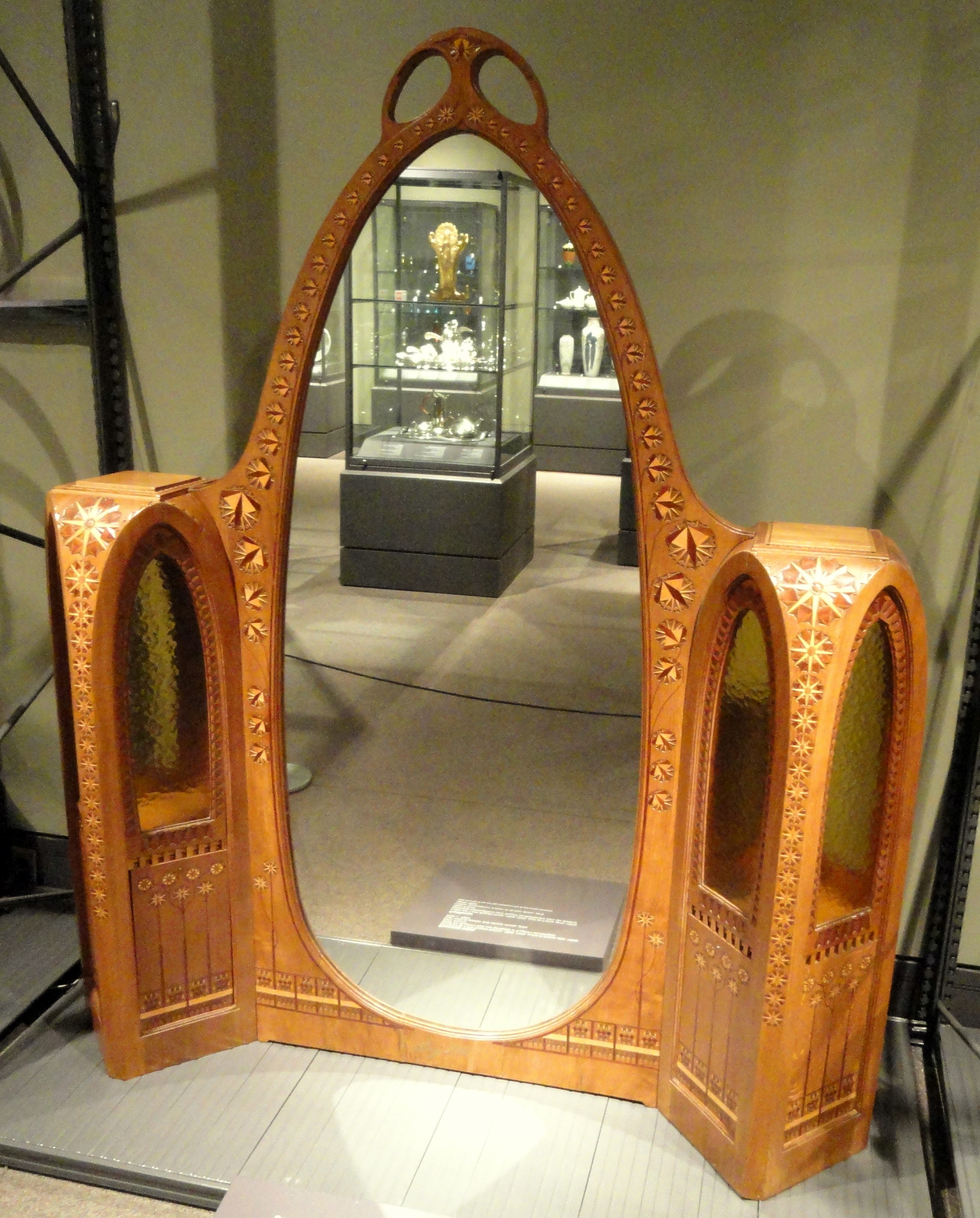
Specchiera, 1904 (disegnata per uso proprio) Royal Ontario Museum
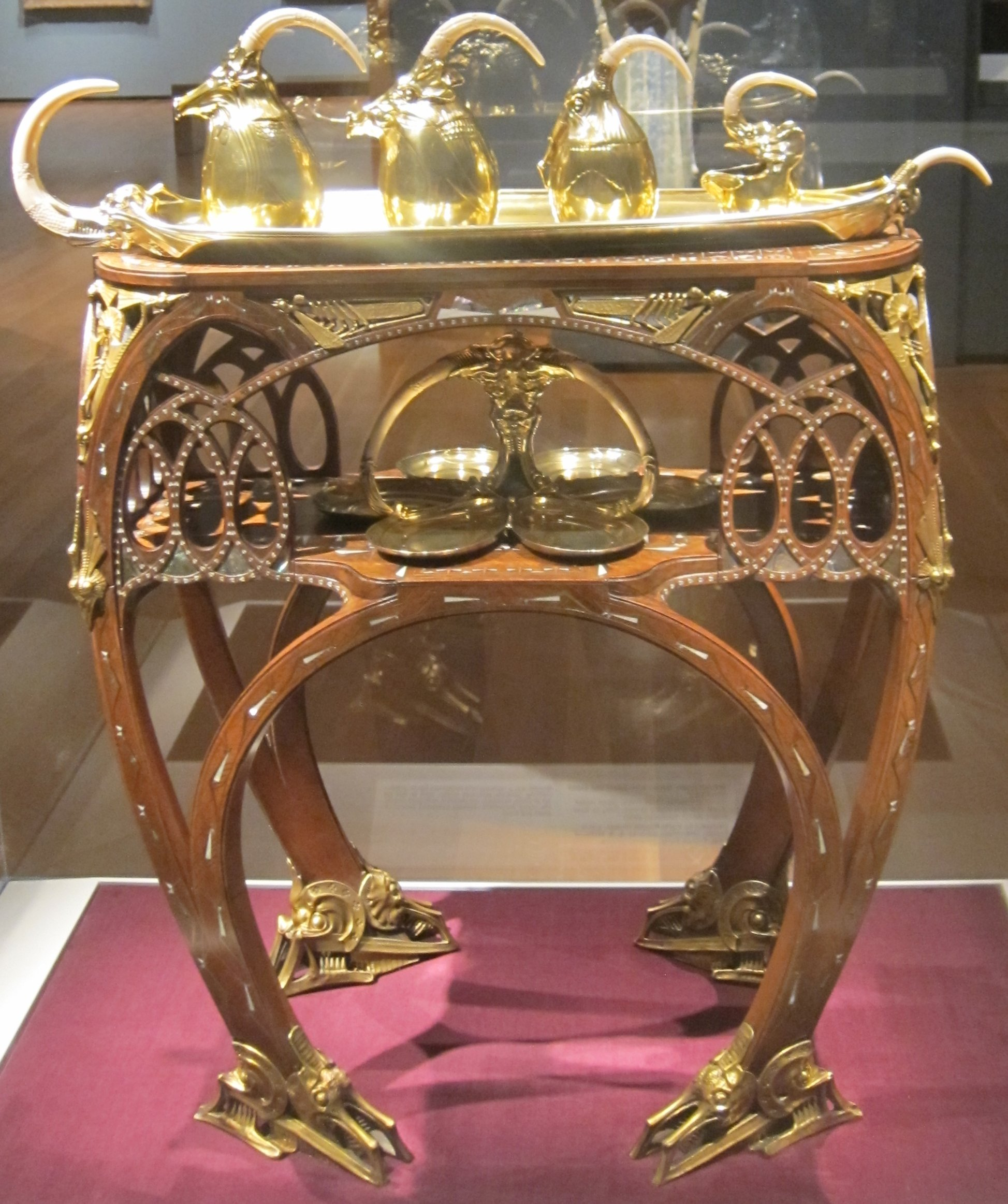
Servizio da tè e caffè in argento, con vassoio e tavolino,1907
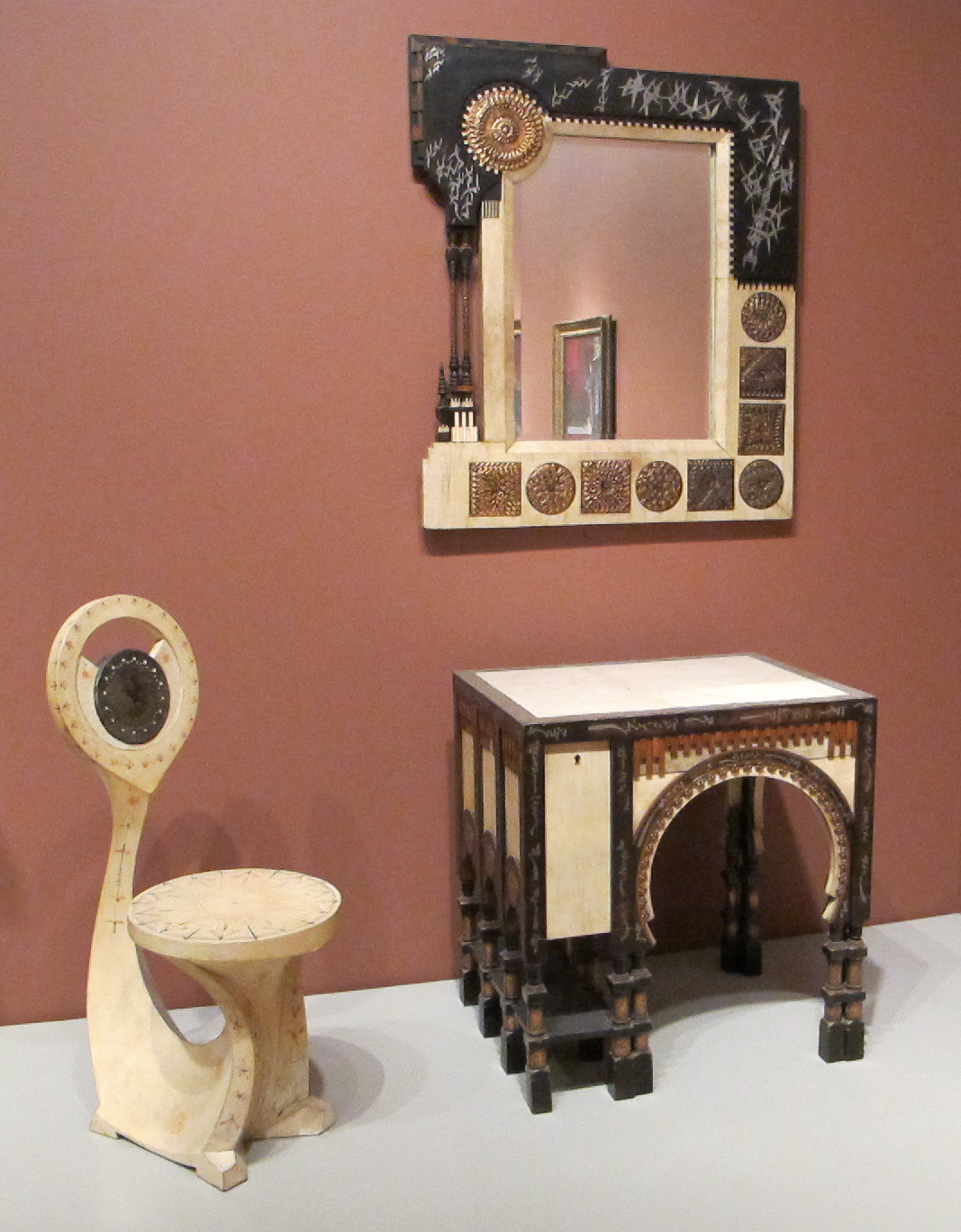
Sedia Cobra, tavolo e specchio Chicago, Art Institute
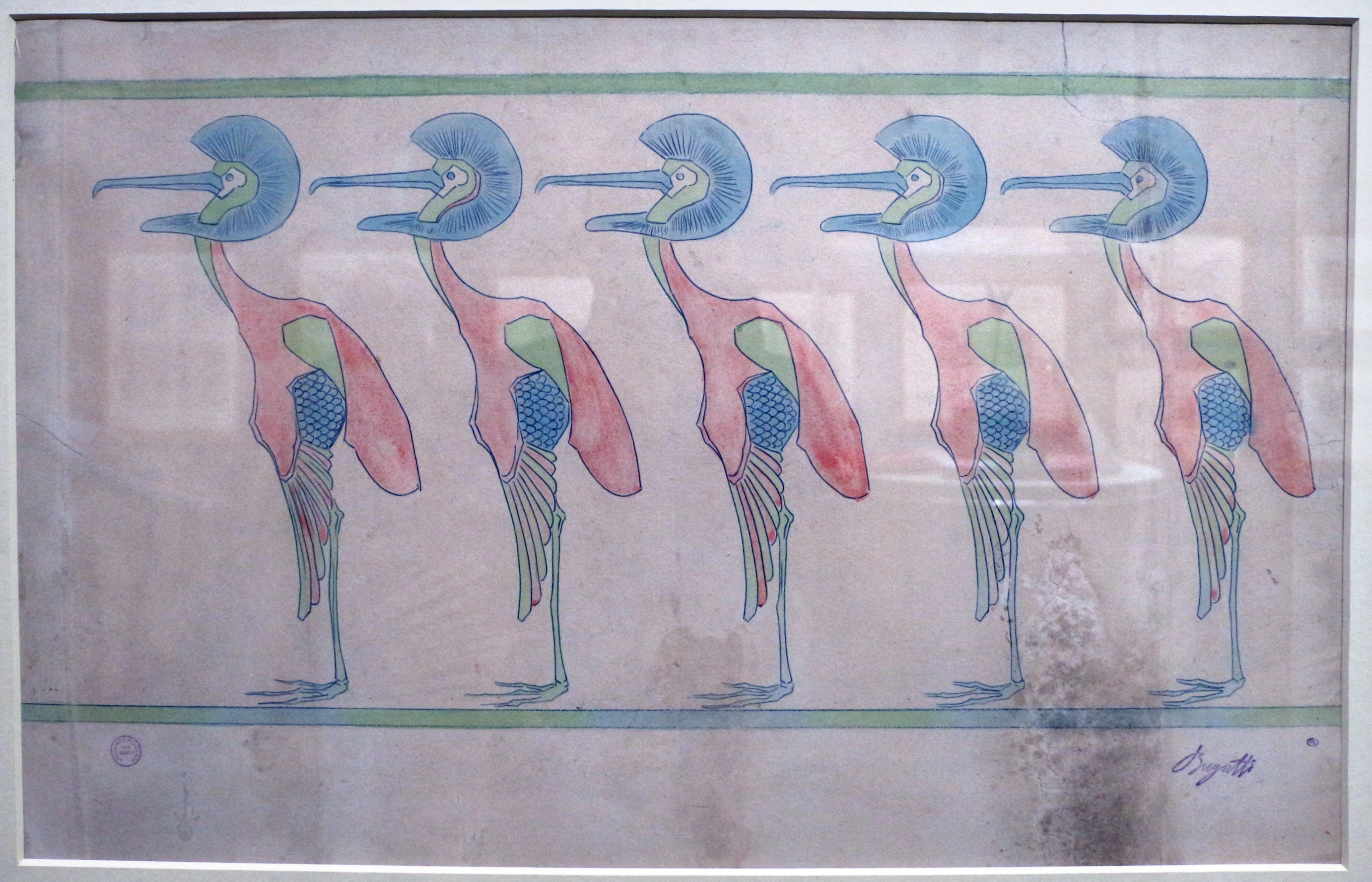
Cinque studi di gru coronata,1904-1910 Parigi, Museo d'Orsay
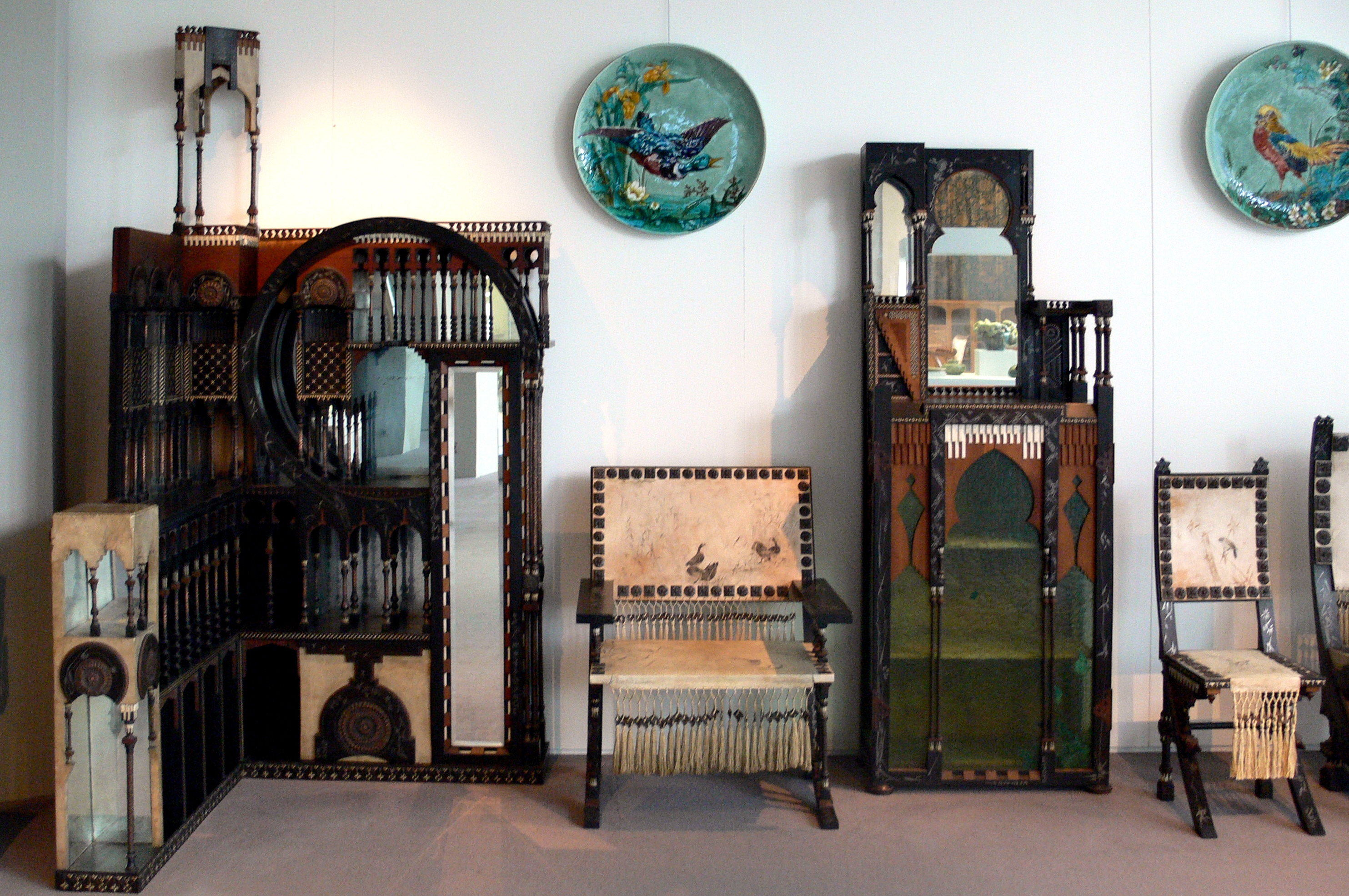
Sala dedicata ai mobili di Carlo Bugatti Dresda, Museo di arti decorative (KGM)